# Edenred Brasil
Edenred Brasil é uma empresa que nasceu da cisão das diferentes unidades de negócio da empresa Accor. Em atuação internacionalmente desde 1969, passou a se chamar Edenred a partir de 2010.
No Brasil, a oferta de produtos é baseada em três linhas de negócios: Benefícios e Engajamento (Ticket), Mobilidade (Edenred Ticket Log, Edenred Repom e Taggy) e Soluções de Pagamentos e Novos Mercados (Edenred Pay e Punto).
Registrada na Bolsa de Valores de Paris, a Edenred tem 12 mil colaboradores no mundo e está presente em 45 países, reunindo uma rede de aproximadamente 1 milhão de empresas-clientes, mais de 2 milhões de comerciantes credenciados e mais de 60 milhões de empregados beneficiados. Em 2023, graças aos seus ativos tecnológicos globais, a companhia administrou € 41 bilhões em volume de negócios, realizados, principalmente, por meio de aplicações móveis, plataformas online e cartões.
O propósito da Edenred é "Enrich Connections. For Good". A marca acredita que ótimas conexões são uma força imparável. Por isso, ela fortalece negócios, fomenta soluções inclusivas e desenvolve ecossistemas locais que criam mais prosperidade e mais saúde. Não apenas para pessoas, mas para o mundo. Laços fortes podem melhorar a vida. A Edenred dá às conexões um propósito: promover o progresso.

## História

### Edenred Brasil
A Edenred chegou ao Brasil por meio da marca Ticket, em 1976, e trouxe junto o conceito do Ticket Restaurante, se tornando pioneira no segmento de benefícios para o trabalhador. A marca Ticket também foi a primeira a se tornar parceira do Programa de Alimentação do Trabalhador, desenvolvido pelo governo brasileiro para garantir uma refeição de qualidade aos trabalhadores nas horas comerciais. 
Suas soluções estão divididas em três famílias, reunidas sob os conceitos de Benefícios e Engajamento (Ticket), Mobilidade (Edenred Ticket Log, Edenred Repom) e Soluções de Pagamentos e Novos Mercados (Edenred Pay e Punto.)

### Significado de Edenred
De acordo com a empresa, o seu nome foi construído com a junção do projeto Eden e o termo red – Edenred. Eden significa paraíso em oito línguas, remete a busca pelo ganho coletivo, posicionamento da empresa, e também é o acrônimo para a filosofia Entreprendre Différemment Ensenble (em português Empreender Diferentemente Juntos). Já o termo red remete à cor que se tornou símbolo dos produtos da companhia e também significa rede em espanhol, destacando as conexões e a rede única que a Edenred promove.

### História
A Edenred chegou ao Brasil com outro nome, Ticket Restaurante Ltda. Em 1983, ocorreu a fusão da Jaques Borel International com a Novotel, nascendo o Grupo Accor. Em 2010, aconteceu a cisão das operações de Hotelaria e Serviços do Grupo Accor. A Accor Services, que no Brasil integrava as marcas Ticket e Accentiv’ Mimética, passou então a ser a Edenred.
- 1962 - Criação do Ticket Restaurante® por Jacques Borel, na França.
- 1963 - Voucher de Alimentação se torna um benefício do trabalhador regulamentado pelo governo.
- 1973 – O Ticket Restaurante se torna internacional, com presença em países como Brasil, Itália, Bélgica, Alemanha e Espanha.
- 1976 - Empresa chega ao Brasil com o nome Ticket Restaurante Ltda.
- 1983 - Aquisição da Jaques Borel International pela NHT (Grupo Novotel), originando o Grupo Accor, líder europeu de hotelaria, turismo e serviços empresariais.
- 1987 - Aquisição da Incentive House, empresa especializada em Marketing de Incentivos e administradora de produtos de premiação.
- 1991 – Lançamento do Ticket Alimentação®.
- 1993 – Lançamento do Ticket Transporte®.
- 1998 – O Ticket Combustível passa a ser Ticket Car®.
- 2004 – Lançamento do Ticket Restaurante Eletrônico e do Ticket Express, plataforma de autoatendimento online para compra pré-paga de benefícios pioneira no mercado.[8]
- 2009 – Lançamento do cartão Ticket Presente Perfeito®.
- 2010 - Ocorre o desmembramento das operações de Hotelaria e de Serviços pré-pagos do Grupo Accor. Accor Services adota um novo nome, Edenred.[7]
- 2012 - Aquisição da Repom.[9]
- 2013 – Lançamento do Ticket Cultura, primeiro benefício de inclusão cultural destinado aos trabalhadores brasileiros.[8]
- 2015 – Desenvolvimento da primeira assistente virtual do segmento, em um sistema de inteligência artificial, chamada EVA (Edenred Virtual Assistant).[8]
- 2016 - Anunciada a sociedade com a Embratec, detentora das marcas Ecofrotas e Ecobenefícios.[10]
- 2016 - Lançamento de uma nova unidade de negócios no Brasil, a Edenred Soluções Pré-Pagas.[11]
- 2017 – Apresentação da nova identidade visual da Edenred e suas marcas.[12]
- 2018 - Lançamento do Ticket EmpresarialMD pela Edenred Soluções Pré-Pagas.[13]
- 2018 - Lançamento da solução de Gestão de Pedágio, pela Repom®.[14]
- 2018 - Lançamento do Ticket PagamentosMD pela Edenred Soluções Pré-Pagas.[15]
- 2019 – Lançamento do TED, solução de inteligência artificial da Ticket Log.[16]
- 2020 - Lançamento do More Than Ever, fundo global da Edenred para mitigar as consequências da pandemia de covid-19.[17]
- 2020 – Lançamento do Ticket em Casa.[18]
- 2020 – Lançamento do Antecipação de Recebíveis, pela Repom.[19]
- 2020 – Lançamento do Edenred GoHub, pela Ticket Log.[20]
- 2020 – Lançamento do KD Minha Oficina, pela Ticket Log.[21]
- 2021 - Edenred Soluções Pré-Pagas passa a se chamar Edenred Pay.[2]
- 2021 - Ticket lança plataforma Ticket Vantagens.[22]
- 2022 – Edenred adquire o controle acionário da Greenpass, dona da marca Taggy.[23]
- 2022 - Ticket lança produto Ticket Super Flex.[24]
- 2022 - Ticket Log lança programa global de sustentabilidade, o Edenred Move for Good.[25]
- 2022 - Edenred anuncia lançamento da Punto.[26]
- 2022 - A Punto incorpora a Sysdata, empresa de meios de pagamento com sede em Belém (PA).[27]
- 2023 – Edenred adquire a GOIntegro, plataforma latino-americana de gestão de benefícios[28].
- 2023 – Edenred anuncia combinação de ativos da Edenred Repom com a Pagbem no mercado de transporte rodoviário de carga e que aguarda a aprovação do Banco Central do Brasil.[29]
- 2024 – Edenred adquire a RB Serviços, especialista em vale-transporte, para fortalecer o portfólio da Ticket. [30]

### Aliança com a Embratec
No início de 2016, a Edenred anunciou uma sociedade com a brasileira Embratec, detentora das marcas Ecofrotas, Expers e Ecobenefícios. As duas companhias combinaram as operações de cartões de abastecimento de combustíveis. A Edenred obteve 65% do controle e a brasileira Embratec ficou com a fatia minoritária de 35%. Desta Joint Venture, nasceu a Ticket Log, marca de Frota e Mobilidade da Edenred Brasil com foco no mercado urbano.

## Marcas no Brasil

### Ticket
A Ticket é pioneira no setor de refeição-convênio, presente no Brasil desde 1976, mesmo ano de lançamento do Programa de Alimentação do Trabalhador (PAT), do Ministério do Trabalho. A marca criou o primeiro benefício de alimentação ao trabalhador no Brasil, o Ticket Restaurante, e, desde então, é protagonista na transformação digital do setor ao oferecer soluções inovadoras e versáteis nos segmentos de Alimentação, Refeição, Transporte, Cultura, Incentivos, Recompensas, Antecipação Salarial e Saúde, sempre com o propósito de multiplicar benefícios a todos os seus públicos. Atualmente, seu amplo portfólio de soluções no Brasil atende às necessidades de mais de 7 milhões de empregados beneficiados, 130 mil empresas-clientes e 720 mil comerciantes credenciados.

### Edenred Ticket Log e Edenred Repom
A Edenred é líder em soluções de mobilidade na América Latina, representada no Brasil pelas marcas Edenred Ticket Log e Edenred Repom. Possui mais de 30 anos de experiência no País e conecta pessoas e negócios a uma mobilidade mais eficiente e sustentável. Conta com mais de 33 mil empresas clientes e uma frota gerenciada de 1 milhão de veículos, que abastecem quase 2,5 bilhões de litros de combustível por ano. Apenas em gestão de frete e vale-pedágio, possui mais de 3 mil empresas clientes, 1 milhão de caminhoneiros atendidos que correspondem a 8 milhões de transações anuais, em uma rede de 1.700 postos credenciados e 100% das praças de pedágio em todo o Brasil.  
Juntas, desenvolvem e disponibilizam para o mercado o Índice de Preços Edenred Ticket Log (IPTL), com uma análise nacional sobre a variação do preço dos combustíveis, e o Índice de Frete Edenred Repom (IFR), um estudo sobre o preço médio do frete e sua composição.
No mundo, a Edenred é a plataforma digital líder para serviços e meios de pagamento, que atua como a companhia diária para pessoas no trabalho, conectando mais de 60 milhões de usuários e mais de 2 milhões de comerciantes parceiros, em 45 países, por meio de aproximadamente 1 milhão de empresas-clientes. 

### Edenred Pay
A Edenred Pay oferece soluções inovadoras de meios de pagamento, com total flexibilidade para atender às mais diferentes necessidades do mercado. Seus produtos são totalmente customizáveis, de baixo custo e podem ser oferecidos por meio de aplicativos, plataformas on-line, cartões físicos ou digitais, simplificando processos internos de gestão de despesas para o controle digital de gastos corporativos, reembolsos e necessidades emergenciais do dia a dia, além de facilitar o pagamento a prestadores de serviços e colaboradores. Também oferece soluções personalizadas (white label) para empresas que buscam um fornecedor de tecnologia para oferta de produtos transacionais e digitais no mercado.

### Punto
A Punto é a maquininha da Edenred Brasil, com uma plataforma inteligente de solução e gestão de pagamentos para estabelecimentos comerciais que adere às principais bandeiras do mercado. São aceitos pagamentos por tarja magnética, chip, aproximação (Contactless), QR Code e carteiras digitais.
Com mais de 23 mil estabelecimentos clientes, a proposta de valor da Punto é oferecer automação comercial e tecnologia de ponta em soluções de pagamento para pequenas e médias empresas, dos segmentos-foco da Edenred, proporcionando acesso a produtos e soluções de qualidade a um preço acessível.

## Edenred no mundo
Ao final da Segunda Guerra Mundial, a Inglaterra criou o Programa de Alimentação do Trabalhador, que tinha por finalidade garantir uma alimentação de qualidade, para que o houvesse um bom desempenho dos trabalhadores na reconstrução do país pós-guerra. Na esteira do Programa, o médico inglês John Kack criou, em 1954, a primeira empresa do ramo de refeição-convênio, a Luncheon Vouchers. Em 1962, Jacques Borel lançou, na França, o Ticket Restaurante®, através da empresa Crédit Repas, futura Edenred.
O Ticket Restaurante® fez muito sucesso na França e, para aproveitar o potencial do produto, Jacques Borel decidiu expandir a empresa, tornando-a internacional. Em 1974, a Ticket foi implantada em Portugal e, a partir de 1976, o conceito do Ticket Restaurante® passou a ser exportado a países como Brasil, Itália, Bélgica, Alemanha e Espanha. Nos anos seguintes, a Edenred ganhou sedes nos quatro continentes, Americano, Europeu, Africano e Ásia-Pacífico.
A Edenred é uma marca global e digital de serviços e pagamentos que atua como companheira de todas as horas para os trabalhadores e empresas. Líder em seu segmento, conecta 60 milhões de usuários, 2 milhões de estabelecimentos e aproximadamente 1 milhão de empresas-clientes, em 45 países.
A Edenred oferece soluções de pagamento para fins específicos e, no Brasil, sua atuação conta com três linhas de negócios: Benefícios e Engajamento, com a marca Ticket; Mobilidade, com as marcas Edenred Ticket Log e Edenred Repom; e Soluções de Pagamentos e Novos Mercados, com a Edenred Pay e Punto. São mais de 130 mil empresas-clientes, 8,5 milhões de empregados beneficiados e cerca de 800 mil comerciantes credenciados no país.
Essas soluções melhoram o bem-estar e o poder de compra dos usuários, fortalecem a atratividade e a eficácia das empresas e dinamizam o mercado de trabalho e a economia local. Além disso, ampliam o acesso a uma alimentação mais saudável, a produtos mais ecológicos e a opções de mobilidade.
Em 2023, o Grupo movimentou um volume de negócios de € 41 bilhões, principalmente com o uso de aplicativos móveis, plataformas on-line e cartões.

## Beyond - Plano estratégico 2022 - 2025[37]
Em outubro de 2022, a Edenred anunciou, a nível global, seu plano estratégico para até 2025, o Beyond. Ele foi projetado para tirar máximo proveito da plataforma digital B2B2C do Grupo.
O novo plano é uma resposta a mudanças nos hábitos de trabalho, na transição energética e na crescente digitalização da economia. Sendo a plataforma para as pessoas no mundo do trabalho, a Edenred se posiciona, cada vez mais, como um player que promove soluções social, econômica e ambientalmente responsáveis.
As soluções do Grupo aumentam o poder de compra para trabalhadores e fornecem às empresas ferramentas para aumentar o engajamento dos funcionários. Elas incentivam a alimentação saudável e apoiam os atores econômicos na transição para formas de mobilidade mais limpas, além gerarem negócios para nossos comerciantes parceiros e impulsionarem mais a eficiência para seus clientes.
O compromisso com as práticas de ESG está no cerne da transformação do Grupo, principalmente por meio de sua política de responsabilidade social corporativa (Ideal), lançada em 2017 e reforçada pelo propósito de enriquecer conexões para o bem e para sempre.
Desde 2016, a Edenred reforçou consideravelmente seu portfólio de negócios, por meio de soluções disruptivas em Benefícios ao Trabalhador, Frota e Mobilidade e Soluções de Pagamento e Novos Mercados. O Beyond representa a continuidade desse histórico, com o objetivo de ir além nas três linhas de negócios.
O Beyond se baseia nos pilares Escalar, Estender e Expandir.
- Escalar os negócios principais – crescer ainda mais em mercados existentes que ainda são pouco explorados, principalmente ao capitalizar uma estratégia segmentada de cross-selling e up-selling, em sua carteira de clientes, e aumentando a monetização de usuários;
- Estender além – acelerar as estratégias além da alimentação, do abastecimento e de pagamento, lançando e implantando mais serviços de valor agregado para as empresas-clientes, comerciantes credenciados e usuários.
- Expandir em Novos Negócios – expandir nossa atuação para novas oportunidades e em localidades promissoras, como os Estados Unidos, a maior economia do mundo.

O plano estratégico Beyond foi desenvolvido para aproveitar ao máximo o modelo de negócios de plataforma digital da Edenred, com o objetivo de escalar seus negócios, intensificando investimentos em tecnologia e capitalizando a sua excelência empresarial.

## Diretoria Executiva
- Gilles Coccoli – Presidente da Edenred Brasil
- Alaor Aguirre – Vice-Presidente Edenred Brasil[40]
- Alexandre Rappaport - Diretor-geral da Ticket[41]
- Philippe Blecon – CFO da Edenred Brasil[42]
- Graziella Adas - Diretora Jurídica, de Relações Institucionais e Compliance da Edenred Brasil[43]·
- Douglas Pina – Diretor-geral de Mobilidade
- Eduardo Fleck – Diretor-geral de Especialidades
- Mário Guernelli - Diretor-geral da Edenred Pay[44]
- Cristiane Nogueira - Diretora-geral da Punto Brasil [45]